# 鯨骨生物群集
鯨骨生物群集（げいこつせいぶつぐんしゅう、(fauna of) whale falls）とは、深海において沈降したクジラの死骸を中心に形成される生物群集のことである。熱水噴出孔と同様、隔離された環境の特殊な生態系として注目されている。

## 特徴

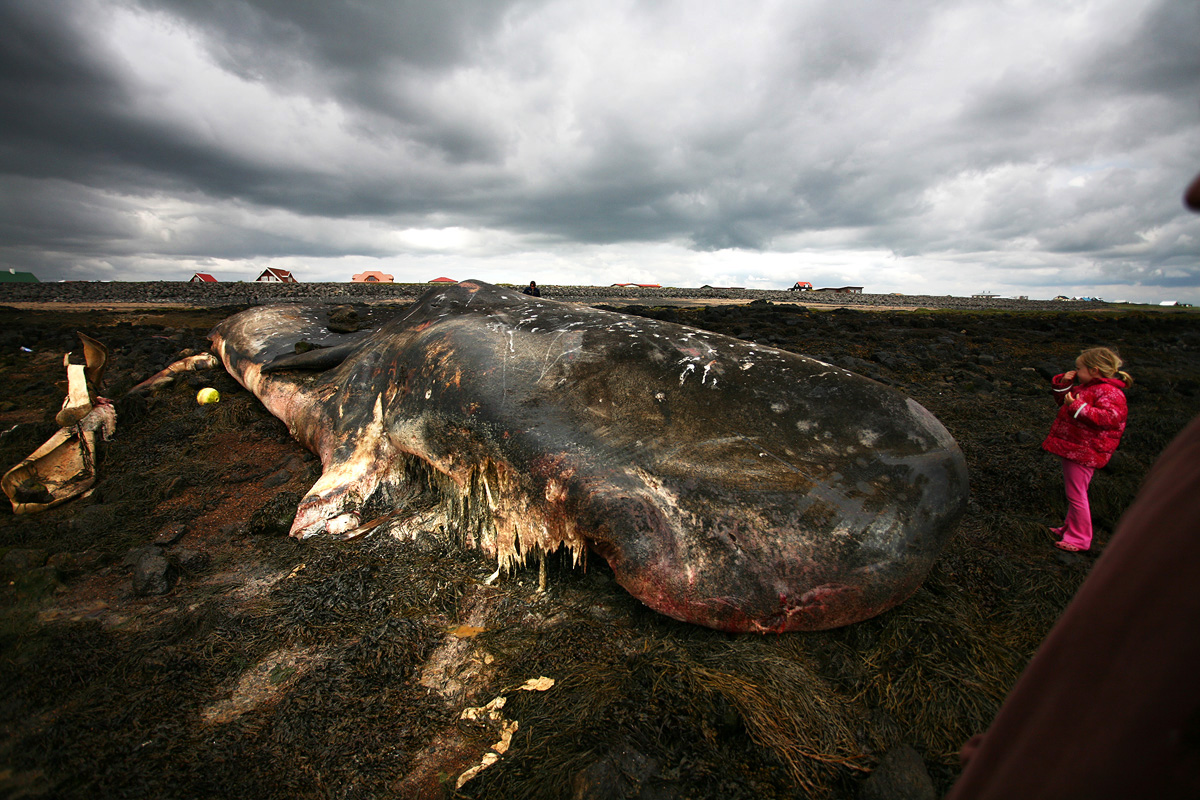
打ち上げられたクジラの死骸。脂肪の分解に伴い強烈な臭気を放つ

クジラのような大型の海洋性哺乳類は脂肪組織を多く含む。脂肪の分解過程でメタンや硫化水素といった化学合成の基質となる多くの物質が生成するため、これらの生物の死骸が沈降した場合、周辺には化学合成細菌を生産者とした独自の生態系が形成される。また脂肪組織のみならず、鯨骨を拠り所として生活する生物も数多く報告されている。
鯨骨生物群集は広大な深海に点在する生物群集であり、構成する生物は隔離分布の様式をとる。群集のエネルギー源となるものは、クジラの他には有光層から供給されるマリンスノーのような有機物粒子に限定される。また、遊泳能力のあるイカなどのネクトンや移動能力の高い大型の甲殻類（カニなど）の往来はあるが、群集を構成する生物の多くは移動能力が低いか、あるいは固着性で移動しない。従って鯨骨生物群集は閉鎖系に近い生態系であるとされる。

## 歴史
最初に鯨骨生物群集が発見されたのは1987年、場所はカリフォルニア州サンタカタリナ湾沖のサンタカタリナ海盆の水深 1240m 地点であった。発見したのはウッズホール海洋研究所が運用する深海探査艇アルビン号である。日本近海では1992年、海洋研究開発機構のしんかい6500により、小笠原諸島沖の鳥島海山からニタリクジラのものが見つかっている。
天然の鯨骨生物群集の発見例は、1987年から2013年までに7例となっている。2013年4月には、有人潜水船「しんかい6500」を用いた日本とブラジルの国際チームによる調査で、南大西洋のブラジル沖のサンパウロ海嶺近辺水深4,204mの海底において、8例目となる鯨骨生物群集が発見されている。本群集は、これまでに鯨骨生物群集が発見された場所としては世界最深で、発見された41種の生物はほとんどが新種だと考えられている。この鯨骨はクロミンククジラのものであり、コシオリエビの仲間やホネクイハナムシの仲間などが見つかった。
これら天然の鯨骨の他、人為的にクジラの遺骸を沈めた調査も行われている。例えば2002年に鹿児島県大浦町の海岸に多数のマッコウクジラが座礁したが、座礁して死亡した個体のうち12個体が薩摩半島の野間岬沖に運ばれ、海洋投入された。また、2005年に静岡県熱海市の海岸にもマッコウクジラの遺骸が漂着し、相模湾初島北東の沖合いに沈められた。このようにして人工的に開始された鯨骨生物群集は天然のものとは異なり、位置と開始時期（遺骸が投入された時期）が明確であることから、群集の推移を研究する上で重要な調査対象となっている。

## 構成生物
鯨骨生物群集を構成する主な生物を挙げる。特に重要な生物は化学合成細菌群で、これは前述の通り生産者として機能する。これら細菌の検出には、堆積物などをPCRにかけてDNAをクローニングし、16S rRNA系統解析を行って同定という手法が用いられる。大型のベントスである貝類などの軟体動物は、鰓に化学合成細菌を共生させ、エネルギーを得ている。熱水噴出孔と共通の生物も多い。ここでは鯨骨生物群集に特異的な生物を中心をとりあげ、通常の海域にも普遍的に出現する甲殻類などは割愛する。

### 細菌・古細菌
細菌
鯨骨生物群集およびその周辺からは、アルファ、ガンマおよびデルタプロテオバクテリア（Proteobacteria）の存在が報告されている。このうちガンマプロテオバクテリアは硫黄酸化細菌、同じくデルタは硫酸還元細菌である。これらの化学合成細菌は堆積物中以外にも、後述する軟体動物の共生細菌としても存在する。
古細菌
いわゆるメタン菌であるメタノコックス科（Methanococcaceae）の古細菌が報告されている。他にも、所属不明ながらタウム古細菌に属すると考えられるものが検出されている。

### 軟体動物

#### イガイ科
ヒラノマクラ Adipicola pacifica
薄く、後方に広がる亜方形の殻を持つ二枚貝。化学合成細菌を共生させてはいるが、細胞内共生ではなく、鰓上皮細胞の外側に保持している。鯨骨の中でも、特に骨の露出した部分を覆うように密集して付着しており、長い水管と相まって、鯨骨が「細いマカロニに覆われたように」見えるという。また足が発達しており、イガイ科としては活発に動き回る貝である。硫黄酸化細菌に加えて2系統の細菌と共生し、その組成は採集場所や飼育状態によって変化することが知られている。
ホソヒラノマクラ Adipiloca crypta
前後に長い、豆の鞘のような形の殻を持つ二枚貝。熱水噴出孔やメタン冷湧水域に生息するシンカイヒバリガイ類と同様、細胞内共生を発達させている。分子系統解析によれば、シンカイヒバリガイ類の系統の中に位置することが報告されている。ヒラノマクラとは異なり、鯨骨の底質近くや、底質に埋もれかけた部位を好む。
ゲイコツマユイガイ Benthomodiolus geikotsucola
小笠原諸島近海の鳥島海山に沈むニタリクジラの骨（水深4030メートル前後）から発見された二枚貝。殻の形態はヒラノマクラなどに似ている。

#### キヌタレガイ科
アブラキヌタレガイ Solemya (Petrasma) pervernicosa
長方形の殻をした二枚貝。殻は膨らんだ形をしており、二枚の殻を合わせるとほぼ円筒形になる。キヌタレガイ科の貝類はシンカイヒバリガイと同様、鰓上皮細胞内に化学合成細菌（硫黄酸化細菌）を共生させている。還元的環境の砂泥中を好む。水深100から1500メートルの泥底から採集されていたが、水深250mの鯨骨で確認された。

### 環形動物
ホネクイハナムシ Osedax japonicus
2006年に記載された環形動物多毛類。Osedax 属の多毛類は全て鯨骨から見つかっており、鯨骨のみを住処とすることからこの仲間はゾンビワームとも呼ばれる。系統的には熱水噴出孔に群生するハオリムシに近く、同じシボグリヌム科に属する。鯨骨に含まれる脂質を利用する細菌と共生している。
腐食性の多毛類
スウェーデンとカリフォルニア州沖で遠隔操作の潜水調査船によって発見された新種の生物。体長は2cmほどで、クジラの骨を食すバクテリアを捕食する。そのため、サメやヌタウナギなどのネクトンが死肉を食いつくしたenrichment opportunist stageに出現する。

### その他の動物
ゲイコツナメクジウオ Asymmetron inferum
脊索動物であるナメクジウオの一種。ナメクジウオ類では最深となる深度 230m 地点で、マッコウクジラ遺骸直下の堆積物で発見された。他のナメクジウオ類は清浄な浅海を好むが、本種のみが深海の還元的環境に生息する。現生のナメクジウオの中では最も古い時代に分岐した種であると考えられている。
コトクラゲ Lyrocteis imperatoris
有櫛動物（クシクラゲ）の一種。種小名の「imperatoris」はクラゲ類の研究者であった昭和天皇に献名されたもの。鯨骨生物群集のみに見られる生物ではないが、鹿児島県野間岬沖の鯨遺骸でよく観察される。石などに付着する固着性のクラゲである。水流の発生や餌の接触に合わせて触手を伸ばし、甲殻類などを捕食する。

### 遷移
これらの生物は全てが同所的・同時的に出現するわけではなく、生物群集の遷移に従って出現する。これまでにいくつかのステージが定義されている。鯨骨によって遷移の進行に差異があるため、経過時間はおおよその目安である。
| 経過時間      | ステージ                     | 特 徴                                                                                    | 主な構成生物                           |
| ------------- | ---------------------------- | ---------------------------------------------------------------------------------------- | -------------------------------------- |
| 0.5ヶ月 - 2年 | mobile-scavenger stage       | 腐肉食者が死骸の軟部組織を速やかに分解する。鯨骨の利用には至らない。                     | サメやヌタウナギなどのネクトン         |
| 4ヶ月 - 2.5年 | enrichment opportunist stage | 軟部組織が完全に消費され、鯨骨やその周辺に高密度の生物群集が形成される。生物種は少ない。 | 甲殻類や多毛類                         |
| 1.5年 - 5.0年 | sulphophilic stage           | 化学合成細菌を生産者とする、鯨骨生物群集に特徴的な生態系。                               | 化学合成細菌および細菌を共生させた生物 |
| 3.5年 -       | reef stage                   | 特徴的な生態系の終焉。普通の海域に見られる生物が侵入する。                               | デトリタス                             |

## 生態的意義
1987年に最初の鯨骨生物群集が発見された際、Smith らはこの群集と熱水噴出孔やメタン冷湧水域に棲む生物との共通性に着目し、これらの分散に寄与しているという仮説を立てた。これが "stepping stone"（飛び石）仮説である。仮説によれば、不定期かつランダムな場所に沈降する鯨骨が、熱水噴出孔などに依存して生きる生物の足がかりとなり、他の海域へ拡散するための拠点として機能するという。
飛び石仮説への反論として、鯨骨と熱水噴出孔に形成されるそれぞれの生物群集に、共通して存在する生物種が少ないことが指摘されている。これまでに熱水噴出孔生物群集で確認された200種余りの生物のうち、クジラ遺骸を含む他の生息環境でも見つかったものは10種程度に過ぎない。逆に、鯨骨生物群集のみに含まれ、他の化学合成生態系では見られない生物も存在する。熱水噴出孔生物群集の分布拡散は、クジラ遺骸の沈降という偶然の事象ではなく、「海洋底拡大説」に関係した現象である可能性も示唆している。
飛び石仮説を否定する別の論拠として、化石の研究に基づく年代的問題がある。始新世後期（およそ3900万年前）より以前には、太平洋におけるクジラの存在は示されていない。しかし、冷水および熱水噴出孔生物群集は、少なくとも始新世中期には太平洋北東部で形成されていたとみられている。多様な生物群集を維持するために充分な大きさのクジラが太平洋に出現するのは、中新世後期（およそ1100万年前）以降である。これらの反論に加え、実際に飛び石として機能しているかどうか検証されていないことなどから、飛び石仮説は未だ仮説の域を出ていない。
近年、逆に鯨骨生物群が熱水噴出孔の生物群の起源になったのではないかとの説も出ている。それによると、たとえばイガイ類にはどちらにも化学合成細菌を細胞内共生させているものがあるが、熱水噴出孔のものの方が共生関係の発達が高度であるという。また、クジラ死体の場合、通常の生物が餌とすることが可能な部分が大きい。そこで、この死体を食い尽くす生物群集の発達する過程で、最後に残る骨とそれから出る硫化水素などを元にする生物群集が出現し、これがより硫化水素の多く出る場として熱水噴出孔で発達したのではないかとしている。しかし、これは上記の出現年代の点で問題がある。

## 鯨骨生物群集が登場する作品
- 『鯨の王』（藤崎慎吾）